# Anacyptus testaceus
Anacyptus testaceus är en skalbaggsart som först beskrevs av Leconte 1863.  Anacyptus testaceus ingår i släktet Anacyptus och familjen kortvingar. Inga underarter finns listade i Catalogue of Life.